# Crag (sediment)

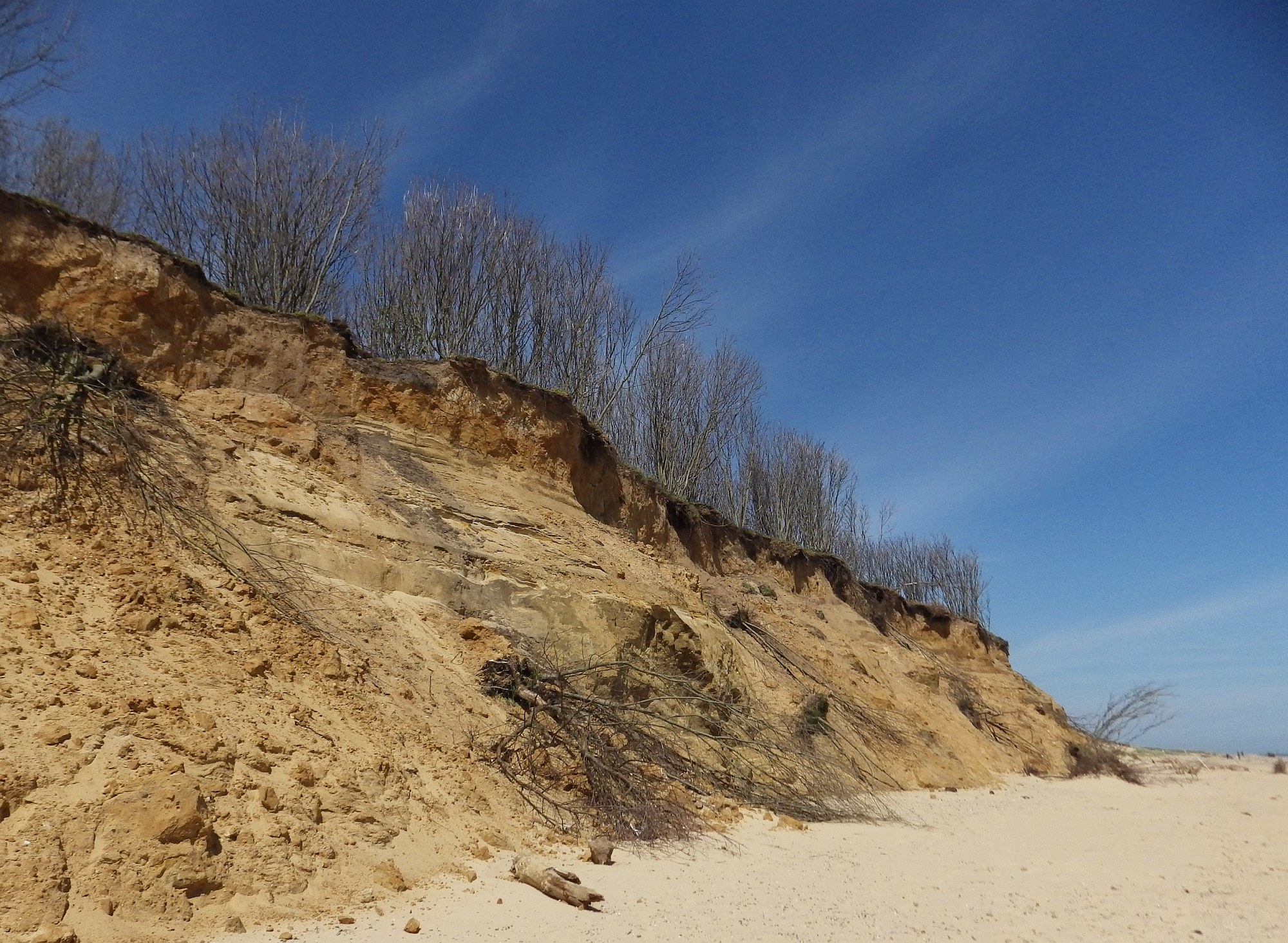
Norwich Crag

Een crag of schelpenbank is een laag sediment die bestaat uit grind of grof zand en schelpen of schelpfragmenten. Crags worden gevormd in zeer ondiepe mariene omgevingen, bijvoorbeeld zandplaten waar tijdens een storm schelpen en grind ophopen. Vaak liggen ze over erosievlakken.
De naam crag komt uit het zuidoosten van Engeland, waar dergelijke lagen met name in de regio East Anglia veel voorkomen. Voorbeelden zijn:
- Coralline Crag - Midden-Plioceen
- Red Crag - Laat-Plioceen
- Norwich Crag (Mammiferous Crag) - Plioceen
- Wroxham Crag (Weybourne Crag) - Vroeg-Pleistoceen